# Lepidostoma modestum
Lepidostoma modestum är en nattsländeart som först beskrevs av Banks 1905.  Lepidostoma modestum ingår i släktet Lepidostoma och familjen kantrörsnattsländor. Inga underarter finns listade i Catalogue of Life.